# Arquidiócesis de Beira
La arquidiócesis de Beira (en latín: Archidioecesis Beiren(sis) y en portugués: Arquidiocese da Beira) es una circunscripción eclesiástica latina de la Iglesia católica en Mozambique, sede metropolitana de la provincia eclesiástica de Beira. La arquidiócesis tiene al arzobispo Claudio Dalla Zuanna, S.C.I. como su ordinario desde el 29 de junio de 2012. 

## Territorio y organización
La arquidiócesis tiene 78 018 km² y extiende su jurisdicción sobre los fieles católicos de rito latino residentes en la provincia de Sofala.
La sede de la arquidiócesis se encuentra en la ciudad de Beira, en donde se halla la Catedral de Nuestra Señora del Rosario. 
En 2018 en la arquidiócesis existían 46 parroquias.
La arquidiócesis tiene como sufragáneas a las diócesis de Chimoio, Quelimane y Tete.

## Historia
Portugal estableció una fortaleza en Sofala en 1505. En febrero de 1891 fue constituida la Compañía de Mozambique, a la que Portugal cedió derechos soberanos delegados por el Estado sobre una concesión de tierras que cubrían las actuales provincias de Manica y Sofala.
La diócesis de Beira fue erigida el 4 de septiembre de 1940 mediante la bula Sollemnibus Conventionibus del papa Pío XII, obteniendo el territorio de la suprimida prelatura territorial de Mozambique, una de cuyas partes al mismo tiempo fue erigida en la arquidiócesis de Lourenço Marques (hoy arquidiócesis de Maputo y la diócesis de Beira se convirtió en su sufragánea. Su territorio abarcaba en la entonces Colonia de Mozambique la provincia de Zambezia.
El 18 de julio de 1942 el territorio de la Compañía de Mozambique regresó a la administración del Gobierno portugués con el nombre de distrito de Beira, y al establecerse una nueva división administrativa de la Colonia de Mozambique el 1 de enero de 1943, la diócesis quedó abarcando los dos distritos de Beira (llamado desde 1947 distrito de Manica y Sofala) y de Zambezia.
El 6 de octubre de 1954 cedió una parte de su territorio (distrito de Zambezia) para la erección de la diócesis de Quelimane mediante la bula Quandoquidem Christus del papa Pío XII. El 20 de octubre de 1954 el distrito de Manica y Sofala fue dividido en dos distritos: Manica y Sofala, y Tete.
El 6 de mayo de 1962 cedió una parte de su territorio (distrito de Tete) para la erección de la diócesis de Tete mediante la bula Quae verba del papa Juan XXIII.
El 5 de agosto de 1970 el territorio de la diócesis, hasta entonces llamado distrito de Manica y Sofala, fue dividido para formar los distritos de Vila Pery y de Sofala.
El 25 de junio de 1975 Mozambique obtuvo la independencia de Portugal y el distrito de Vila Pery pasó a denominarse Chimoio. En 1978 los distritos de Chimoio y de Sofala pasaron a denominarse provincias de Manica y de Sofala, respectivamente.
El 4 de junio de 1984 fue elevada al rango de arquidiócesis metropolitana con la bula Quo efficacius del papa Juan Pablo II, siendo sus sufragáneas las diócesis de Quelimane y Tete.
El 19 de noviembre de 1990 cedió otra parte de su territorio (la provincia de Manica) para la erección de la diócesis de Chimoio mediante la bula Quod vehementer del papa Juan Pablo II.
En 2017 la diócesis de Gurué dejó de ser su sufragánea al ser transferida a la provincia eclesiástica de la arquidiócesis de Nampula.

## Estadísticas
De acuerdo al Anuario Pontificio 2019 la arquidiócesis tenía a fines de 2018 un total de 979 350 fieles bautizados.
| Año                                                                             | Población            | Población | Población      | Sacerdotes | Sacerdotes    | Sacerdotes    | Bautizados por sacerdote | Diáconos permanentes | Religiosos | Religiosos | Parroquias |
| Año                                                                             | Bautizados católicos | Total     | % de católicos | Total      | Clero secular | Clero regular | Bautizados por sacerdote | Diáconos permanentes | Varones    | Mujeres    | Parroquias |
| ------------------------------------------------------------------------------- | -------------------- | --------- | -------------- | ---------- | ------------- | ------------- | ------------------------ | -------------------- | ---------- | ---------- | ---------- |
| 1950                                                                            | 47 752               | 1 922 596 | 2.5            | 75         | 10            | 65            | 636                      |                      | 29         | 65         |            |
| 1958                                                                            | 90 473               | 1 105 060 | 8.2            | 88         | 7             | 81            | 1028                     |                      |            |            | 33         |
| 1970                                                                            | 127 768              | 940 789   | 13.6           | 84         | 11            | 73            | 1521                     |                      | 106        | 173        | 16         |
| 1980                                                                            | 90 000               | 924 000   | 9.7            | 29         | 1             | 28            | 3103                     |                      | 34         | 53         | 32         |
| 1988                                                                            | 96 800               | 1 826 000 | 5.3            | 25         | 3             | 22            | 3872                     |                      | 28         | 78         | 33         |
| 1999                                                                            | 169 621              | 1 317 000 | 12.9           | 42         | 6             | 36            | 4038                     |                      | 54         | 114        | 19         |
| 2000                                                                            | 262 236              | 1 346 000 | 19.5           | 42         | 10            | 32            | 6243                     |                      | 48         | 112        | 23         |
| 2001                                                                            | 702 960              | 1 289 390 | 54.5           | 44         | 12            | 32            | 15 976                   |                      | 48         | 102        | 23         |
| 2002                                                                            | 794 890              | 1 289 390 | 61.6           | 51         | 16            | 35            | 15 586                   |                      | 47         | 93         | 22         |
| 2003                                                                            | 778 746              | 1 328 604 | 58.6           | 60         | 16            | 44            | 12 979                   |                      | 58         | 100        | 26         |
| 2004                                                                            | 755 300              | 1 289 390 | 58.6           | 69         | 22            | 47            | 10 946                   |                      | 61         | 102        | 26         |
| 2006                                                                            | 783 000              | 1 336 000 | 58.6           | 69         | 21            | 48            | 11 347                   |                      | 64         | 99         | 33         |
| 2012                                                                            | 847 000              | 1 525 000 | 55.5           | 67         | 34            | 33            | 12 641                   |                      | 58         | 73         | 46         |
| 2015                                                                            | 904 000              | 1 627 000 | 55.6           | 65         | 38            | 27            | 13 907                   |                      | 39         | 71         | 46         |
| 2018                                                                            | 979 350              | 1 762 600 | 55.6           | 77         | 44            | 33            | 12 718                   |                      | 46         | 75         | 46         |
| Fuente: Catholic-Hierarchy, que a su vez toma los datos del Anuario Pontificio. |                      |           |                |            |               |               |                          |                      |            |            |            |

## Episcopologio
- Sebastiano Soares de Resende † (21 de abril de 1943-25 de enero de 1967 falleció)
- Manuel Ferreira Cabral † (3 de julio de 1967-1 de julio de 1971 renunció[8])
- Altino Ribeiro de Santana † (19 de febrero de 1972-27 de febrero de 1973 falleció)
- Ernesto Gonçalves Costa, O.F.M. † (23 de diciembre de 1974-3 de diciembre de 1976 renunció)
- Jaime Pedro Gonçalves † (3 de diciembre de 1976 por sucesión-14 de enero de 2012 retirado)[9]
- Claudio Dalla Zuanna, S.C.I., desde el 29 de junio de 2012